# Från kust till kust
Från kust till kust, är en låt med text och musik av Lars Berghagen från 1997 som släpptes som singel. Låten låg Svensktoppen i sju veckor mellan 20 oktober 1997 och 5 januari 1998 med första placering som bästa placering. Låten handlar om det som finns i Sverige mellan väst och östkusten och hans liv. Låten är sjunde spåret på albumet Inte bara drömmar.

### Fotnoter
1. ↑  https://smdb.kb.se/catalog/id/001543773
2. ↑  https://www.nostalgilistan.se/lasse-berghagen-162/fran-kust-till-kust-36839
3. ↑  https://smdb.kb.se/catalog/id/001514118